# Moqua Caves
Moqua Caves jsou geologickým podzemním útvarem v jižní části ostrova a republiky Nauru.

## Poloha
Jeskyně jsou situovány v blízkosti oblasti Yaren, který se nachází v jižní části ostrova.
Součástí tohoto podzemního komplexu je i malé podzemní jezírko Moqua Well.